# دان بيكهام
دان بيكهام (بالإنجليزية: Dan Bickham)‏ هو لاعب كرة قاعدة أمريكي، ولد في 31 أكتوبر 1864 في دايتون في الولايات المتحدة، وتوفي بنفس المكان في 13 أغسطس 1951.

## وصلات خارجية
- دان بيكهام على موقعبيزبول رفرنس.كوم (الدوري الرئيسي) (الإنجليزية)